# Березовка (Опарінський район)
Бере́зовка (рос. Берёзовка) — присілок у складі Опарінського району Кіровської області, Росія. Входить до складу Опарінського міського поселення.
Населення становить 1 особа (2010, 3 у 2002).
Національний склад станом на 2002 рік — росіяни 100 %.